# 喜久田町堀之内
喜久田町堀之内（きくたまち ほりのうち）は、福島県郡山市の大字である。郵便番号は963-0541。

## 地理
郡山市北部の喜久田地区に属する。北東で喜久田町前田沢、喜久田町坪沢、東で喜久田町早稲原、南東で富久山町八山田、南で喜久田町卸、喜久田町、西で熱海町下伊豆島、北西で熱海町安子島、北で本宮市岩根とそれぞれ隣接する。また喜久田町早稲原に当地の飛地（字姫宮）が存在する。概ね町村制施行以前の安積郡堀之内村の流れを汲む地域である。一級水系阿武隈川支流藤田川流域および五百川右岸域を主な範囲とする。全体が平地で占められ水田が広がり。藤田川沿い、JR磐越西線喜久田駅の北西側に南北に縦断する国道49号にかけ市街地が位置する。喜久田町堀之内に所在する郡山北警察署喜久田駐在所、および喜久田町卸に所在する郡山消防署喜久田基幹分署がそれぞれ管轄にあたる。

### 主な字
字
- 赤津
- 堀切沢
- 堀切前
- 堀切東
- 堀切
- 北原
- 釜場西
- 釜場東
- 松山池東
- 小六

- 堀内
- 瓶焼場
- 森子段
- 下上ノ台
- 堀ノ在
- 橋本池西
- 外左エ門段
- 古町
- 下殿田
- 畑田

- 萱畑
- 八斗蒔
- 山影
- 金久保
- 南椚内
- 椚内
- 下寺田
- 堂田
- 見陣原
- 下馬面

- 一本木
- 地田東
- 向原
- 杢田
- 二渡
- 宮
- 松山
- 上前田
- 下前田
- 堂城前

- 秋殿前
- 向五升蒔
- 細田
- 地田下
- 千杯田
- 上殿田
- 五升蒔

### 河川・湖沼
一級水系阿武隈川水系
- 藤田川
  - 小川
- 五百川
  - 内野川

## 歴史
- 1879年1月27日 - 旧二本松藩領堀之内村が福島県内における郡区町村制の施行により安積郡の村となる。
- 1889年4月1日 - 町村制の施行により堀之内村が周辺2村と合併し安積郡喜久田村が発足する。旧堀之内村域は喜久田村の大字となる。
- 1965年5月1日 - 喜久田村が郡山市、安積郡全町村および田村郡田村町と合併し新たな郡山市が設立され、郡山市の大字となる。

## 世帯数と人口
2024年1月1日現在の世帯数と人口は以下の通りである。
| 大字           | 世帯数    | 人口    |
| -------------- | --------- | ------- |
| 喜久田町堀之内 | 1,214世帯 | 2,819人 |

## 小・中学校の学区
市立小・中学校に通う場合、学区は以下の通りとなる。
| 番地 | 小学校               | 中学校               |
| ---- | -------------------- | -------------------- |
| 全域 | 郡山市立喜久田小学校 | 郡山市立喜久田中学校 |

## 交通

### 鉄道
JR東日本
- 磐越西線
  - 喜久田駅

### 道路
- 国道49号
- 福島県道29号長沼喜久田線
- 福島県道296号荒井郡山線
- 福島県道357号岩根日和田線

## 施設等
- 郡山市立喜久田中学校
- 郡山市立喜久田小学校
- 郡山市喜久田公民館
- 郡山北警察署 喜久田駐在所
- 福島さくら農業協同組合 喜久田・熱海支店
- トライアルマート 喜久田店
- 四季の里緑水苑 - 園内敷地の一部
- 喜久田スポーツ広場
- 隠津島神社
- 三柱神社